# Dietrich von Plieningen

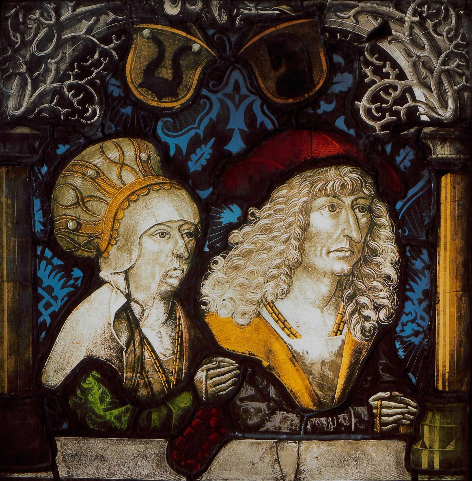
Hans Kamberger, Dietrich von Plieningen und Anna von Memmersweiler

Dietrich von Plieningen (* 24. April 1453 vermutlich in Dillingen an der Donau; † 26. Februar 1520 in Augsburg) war Angehöriger der Herren von Plieningen, Doktor im Zivilrecht, gelehrter Rat, Ritter und Humanist.

## Leben
Dietrich der Jüngere wurde als Sohn des Plieningers Dietrich des Älteren (14??–1485) und der Margarethe von Venningen († 1471) vermutlich in Dillingen an der Donau als eines von vier beurkundeten Kindern geboren. Sein Vater war Vogt auf der Burg Aislingen bei Gundremmingen dem vermuteten Geburtsort. 1471 begann Dietrich mit dem Studium in Freiburg im Breisgau, ab 1473 studiert er zusammen mit seinem Bruder Johannes von Plieningen (* 1454, † 1506) in Pavia römisches Zivilrecht. Aus dieser Zeit stammt die Freundschaft Dietrichs mit dem bedeutenden niederländischen Humanisten Rudolf Agricola. Die Brüder wechselten 1476 zur Universität in Ferrara; dort erlangt Dietrich 1479 seinen Doktorgrad.
Nach seiner Rückkehr aus Italien heiratete er Anna von Memmersweiler. 1482 war er Rat im Dienst des pfälzischen Kurfürsten Philipp und Mitglied in einem Kreis von Humanisten. In den Jahren 1494 bis 1499 wurde er als Beisitzer zum „Königlichen Kammergericht“ (Reichskammergericht) abgeordnet, während dieser Zeit (ab 1485) ist er parallel auch in württembergischen Diensten, dort ist seine Ratsmitgliedschaft mindestens bis 1495 bezeugt.
Bereits sein Vater Dietrich der Ältere war am 20. Dezember 1480 von Graf Eberhard im Barte (1450–1496) mit der Burg Schaubeck und der Hälfte von Gericht und Vogtei über Kleinbottwar belehnt, der Ort und die Burg wurden später Sitz der Familie. Ab 1497 erwarb Dietrich zusammen mit seinem Halbbruder Eitelhans (* vor 1483, † 1534, Mutter: Agnes von Nippenburg) die zweite Hälfte Kleinbottwars und veranlasste den Bau der Georgskirche. Die Predella des spätgotischen Hochaltars der Kirche zeigt dabei u. a. Dietrich d. J. und seine Ehefrau.
Im Jahr 1499 nahm Dietrich ein Dienstverhältnis beim bayerischen Herzog Albrecht IV. an. Seit 1511/1512 war er beim „Münchner Hofgericht“, war 1514 „täglicher Rat“ und blieb den bayerischen Herzögen bis zu seinem Tod 1520 auf diese Weise verbunden. Eine wichtige Rolle spielte Dietrich in den Auseinandersetzungen zwischen den Herzögen und den Landständen im Jahr 1514.
Durch den Erwerb von Hofmark und Schloss Eisenhofen wurde er 1506 bayerischer Landsasse.
1508 wurde Dietrich von Kaiser Maximilian I. zum Ritter geschlagen und etwas später zum „kaiserlichen Rat von Haus aus“ ernannt. 1511/1514, nach dem Tod seiner ersten Frau (1510), heiratete er die wesentlich jüngere Felicitas von Freyberg, die Tochter Kunigunde wurde vielleicht um 1515 geboren.
Etwa ab 1510 war Dietrich auch verstärkt literarisch tätig. Im Sinne seiner humanistischen Traditionen veröffentlichte er Übersetzungen antiker lateinischer und griechischer Schriftsteller, die ihm allgemeine Anerkennung, etwa durch Philipp Melanchthon oder Johannes Reuchlin einbrachte.
Dietrich geriet zu Ende seines Lebens zunehmend in finanzielle Schwierigkeiten und verstarb verschuldet am 26. Februar 1520 in Augsburg. Seine Grabstätte befindet sich in der Plieninger Grablege der Georgskirche in Kleinbottwar.